# إدريس شحتان
إدريس شحتان (مواليد مدينة تاونات) صحفي مغربي، مالك الموقع الإخباري «شوف تيفي»، ومدير أسبوعية «المشعل»؛ والكاتب العام للفيدرالية المغربية للإعلام (FMM) التي يرأسها الصحافي كمال لحلو. متزوج وأب لثلاثة أطفال.

## مسيرته
سبق له أن أمضى عقوبة سجنية مدتها 8 أشهر بعد أن أُدين في 15 أكتوبر 2009 بسنة سجنا نافذا وبغرامة قيمتها 10 آلاف درهم، بعد نشره مقالات مثيرة للجدل حول صحة العاهل المغربي محمد السادس، وتم تأكيد الحكم في مرحلة الاستئناف. 
أطلق سراحه بعفو ملكي بتاريخ الجمعة 11 يونيو 2010، وذلك بعدما سبق له طلب العفو الملكي مرتين قبل انتهاء عقوبته الأصلية بأقل من تسعين يوما.